# Началник на конницата
Началник на конницата (на латински: Magister Equitum) е магистратура, съществувала още през Царската епоха, но само като военна длъжност. По време на Римската република началникът на конницата бил избиран от диктатор като негов помощник. През своя мандат се ползвал от пълен имунитет, но бил длъжен да предаде пълномощията си заедно с диктатора. Във войската бил негов началник-щаб. Началник конница са били Марк Антоний, както и Марк Емилий Лепид (избран за началник на конницата от Юлий Цезар).